# Passiflora jianfengensis
Passiflora jianfengensis är en passionsblomsväxtart som beskrevs av S.M. Hwang och Q. Huang. Passiflora jianfengensis ingår i släktet passionsblommor, och familjen passionsblomsväxter. Inga underarter finns listade i Catalogue of Life.